# Mariano Piccoli
Mariano Piccoli (Trente, 11 september 1970) is een voormalig Italiaans wielrenner.

## Carrière
Hij stond bekend om zijn aanvalslust en won mede daardoor het bergklassement van de Ronde van Italië in 1995 en 1996, het puntenklassement in 1998 en het klassement van de strijdlust in 1998. Ook in diverse kleinere ronden won hij nevenklassementen. In de Ronde van Frankrijk van 1999 werd hij derde in het bergklassement.
In 2003 kneusde Piccoli zijn ribben bij een val in de Ronde van Italië. Hij reed de etappe wel uit, maar moest daarna opgeven. Het was de enige van zijn twaalf Giro's die hij niet uitreed.
Na zijn carrière als beroepswielrenner, werd Piccoli sportief directeur van Unidelta Acciaierie Arvedi Bottoli en in de Ronde van Italië 2007 was hij co-commentator bij de RAI.

## Belangrijkste overwinningen
1991
- 9e en 11e etappe Wielerweek van Bergamo

1995
- 7e en 9e etappe Ronde van Polen
- Bergklassement Ronde van Polen
- 15e etappe Ronde van Italië
- Bergklassement Ronde van Italië
- 4e etappe (deel A) Euskal Bizikleta
- La Spezia (koppeltijdrit met Massimo Bertoni)

1996
- Bergklassement Ronde van Italië

1997
- GP Industria & Commercio di Prato
- 10e etappe Ronde van Spanje

1998
- 1e etappe Ronde van Italië
- 1e etappe Ronde van Rijnland-Palts
- etappe Ronde van Duitsland

2000
- 21e etappe Ronde van Italië
- 13e en 19e etappe Ronde van Spanje

## Resultaten in voornaamste wedstrijden
| Jaar | Ronde van Italië | Ronde van Frankrijk | Ronde van Spanje |
| ---- | ---------------- | ------------------- | ---------------- |
| 1993 | 84e              |                     |                  |
| 1994 | 89e              |                     |                  |
| 1995 | 20e (1)          |                     |                  |
| 1996 | 46e              | 93e                 |                  |
| 1997 | 48e              |                     | 48e (1)          |
| 1998 | 35e (1)          |                     | 77e              |
| 1999 | 38e              | 50e                 | 58e              |
| 2000 | 34e (1)          |                     | 50e (2)          |
| 2001 | 87e              |                     | 102e             |
| 2002 | 43e              |                     | 102e             |
| 2003 | opgave           |                     | 99e              |
| 2004 | 59e              |                     | 115e             |

| Jaar | Milaan-San Remo | Gent-Wevelgem | Amstel Gold Race | Luik-Bast.‑Luik | Parijs-Tours |
| ---- | --------------- | ------------- | ---------------- | --------------- | ------------ |
| 1993 |                 |               |                  |                 |              |
| 1994 |                 |               |                  |                 |              |
| 1995 | 71e             |               | 47e              | 21e             |              |
| 1996 |                 |               | 40e              |                 | 19e          |
| 1997 |                 |               |                  |                 | 68e          |
| 1998 | 116e            |               |                  |                 | 134e         |
| 1999 |                 |               |                  |                 |              |
| 2000 |                 |               |                  |                 | 39e          |
| 2001 | 56e             | 37e           |                  |                 |              |
| 2002 |                 |               |                  |                 |              |
| 2003 | 22e             |               |                  |                 |              |
| 2004 | 153e            |               |                  |                 |              |

Wielerploegen van Mariano Piccoli
Bartoli ·
Bernardi ·
Biasci ·
Bordonali ·  
Bottaro ·
Canzonieri · 
F. Casagrande ·
S. Casagrande ·
Cecchetto · 
Cesaretti ·
Emonds ·
Galleschi ·
Gasperi ·
Giancecchi ·
Giupponi ·  
Guidi ·
Iannicello ·
Imola ·
Leali · 
Martinello ·
Mini ·
Pastorelli ·
Pelliconi ·
Petito ·
Piccoli ·  
Pierdomenico ·
Rosti ·
Santi ·
Stefanelli ·
Tomassini ·
Vandelli ·
Venerucci ·
Zafferani ·  
Zaina ·
Zonzini ·
Donati (stagiair) ·
Fornaciari (stagiair) ·
Politano (stagiair)
Baffi ·
Bartoli ·
Bernardi ·
Biasci ·
Bordonali ·  
Canzonieri · 
Casagrande ·
Donati ·
Fornaciari ·
Gasperi ·
Giancecchi ·
Giupponi ·  
Guidi ·
Imola ·
Lanfranchi ·
Leali · 
Lecchi ·
Martinello ·
Mini ·
Pelliconi ·
G. Petito ·
R. Petito ·
Piccoli ·  
Pierdomenico ·
Politano ·
Rosti ·
Santi ·
Stefanelli ·
Tomassini ·
van der Poel ·
Venerucci ·
Zafferani ·  
Zaina ·
Zonzini
Baffi ·
Barducci ·
Bartoli ·
Bernardi ·
Biasci ·
Canzonieri · 
Casadei ·  
Casagrande ·
Chioccioli (tot 30/09) ·
Cipollini ·
Donati ·
Fagnini ·
Fina ·
Fornaciari ·
Gianfranco Frisoni ·
Guido Frisoni ·
Gasperi ·
Giancecchi ·
Guidi ·
Imola ·
Lanfranchi ·
Lelli · 
Martinello ·
Moroncelli ·
G. Petito ·
R. Petito ·
Piccoli ·  
Pierdomenico ·
Poli ·
Politano ·
Santi ·
A. Stefanelli ·
P. Stefanelli ·
Talen ·
Tomassini ·
Venerucci ·
Zafferani ·
Tomi (stagiair)
Arazzi · 
Bontempi · 
F. Casagrande ·
S. Casagrande ·
Dotti ·
Gelfi · 
Lanfranchi · 
Lecchi · 
Leoni ·
Luna · 
Manzoni ·
Milesi · 
Missaglia ·
Perini ·
Piccoli ·
Podenzana ·
Pumar ·
Radaelli ·
Vanderaerden
Arazzi · 
Bertolini ·
Bontempi · 
Camin ·
Contrini ·
De Beni ·
Della Vedova ·
Dotti ·
Frattini ·
Gelfi · 
Jaskuła · 
Milesi · 
Piccoli ·
Pumar ·
Radaelli ·
Strazzer ·
Velo ·
Villa
Arazzi · 
Belli ·
Bontempi · 
Bruseghin ·
Camin ·
Contrini ·
De Beni ·
Della Vedova ·
Frattini ·
Gelfi · 
Milesi · 
Piccoli ·
Pumar ·
Raimondi ·
Serpellini ·
Sgambelluri ·
Velo ·
Villa ·
Zamboni
Banfi · 
Bertoletti ·
Bruseghin ·
Camin ·
Contrini ·
Della Vedova ·
Figura · 
Frattini ·
Ivanov ·
Mason · 
Milesi ·
Moreni · 
Piccoli ·
Raimondi ·
Rastelli ·
Serpellini ·
Sgambelluri ·
Zaina
Algeri · 
Ballerini · 
Belohvoščiks · 
Bertoletti · 
Camenzind  · 
Codol · 
Della Vedova · 
Dierckxsens · 
Frutti · 
Hunter · 
Missaglia · 
Padrnos · 
Pianegonda ·
Piccoli · 
Pinotti · 
Serpellini ·  
Spruch · 
Svorada · 
Verstrepen · 
Agreda (stagiair) · 
Minniti (stagiair)
Algeri · 
Ballerini · 
Barbero · 
Belohvoščiks · 
Bertogliati · 
Bertoletti · 
Camenzind · 
Cannone · 
Codol · 
Della Vedova · 
Dierckxsens · 
Frutti · 
Gárate · 
Hunter · 
Missaglia · 
Piccoli · 
Pinotti · 
Serpellini · 
Simoni · 
Spruch · 
Svorada · 
Verstrepen · 
Pagliarini (stagiair) 
Algeri · 
Barbero · 
Belohvoščiks · 
Bertogliati · 
Bertoletti · 
Camenzind ·  
Codol · 
Della Vedova · 
Dierckxsens · 
Frutti · 
Gárate · 
Hunter · 
Missaglia · 
Pagliarini · 
Piccoli · 
Pinotti · 
Sciandri ·
Serpellini · 
Simoni · 
Spruch · 
Svorada · 
Vandenbroucke (tot 01/06) ·
Verstrepen · 
Martella (stagiair) · 
Zara (stagiair)
Barbero · 
Belohvoščiks · 
Bertogliati · 
Bertoletti ·   
Codol · 
Cortinovis · 
Dierckxsens · 
Frutti · 
Gárate · 
Kadlec · 
Loddo ·
Missaglia · 
Pagliarini · 
Piccoli · 
Pinotti · 
Quinziato ·
Rumšas (tot 28/07) ·
Sciandri ·
Serpellini · 
Spruch · 
Svorada · 
Tonkov ·
Verstrepen
Barbero · 
Belli · 
Bertogliati · 
Bertoletti ·   
Casagrande · 
Cortinovis · 
Gárate · 
Kadlec · 
Loddo ·
Missaglia · 
Pagliarini · 
Piccoli · 
Pinotti · 
Quinziato ·
Ratti ·
Righi ·
Rumšas ·
Sciandri ·
Serpellini · 
Spruch · 
Svorada · 
Vila
Astarloa  ·
Ballan ·
Barbero · 
Belli ·  
Bertoletti ·   
Bortolami ·
Bossoni ·
Carrara ·
Casagrande (tot 15/09) · 
Cortinovis · 
Gárate · 
Hauptman · 
Kvatsjoek ·
Marzoli · 
Pagliarini · 
Piccoli · 
Pinotti · 
Quinziato ·
Righi ·
Scotto D'Abusco ·
Svorada ·
Vainšteins · 
Vila ·
Marzano (stagiair)